# Zornotza
Zornotza város Spanyolországban,  Bizkaia tartományban. Zornotza Lemoa, Galdakao, Larrabetzu, Morga, Muxika, Iurreta, Durango, Dima és Igorre községekkel határos. Lakosainak száma 19 678 fő (2024).

## Népesség
A település népessége az utóbbi években az alábbiak szerint változott:
| Lakosok száma | 16 302 | 16 609 | 17 402 | 17 842 | 18 513 | 18 579 | 18 955 | 19 339 | 19 587 | 19 678 |
|               | 2001   | 2004   | 2007   | 2009   | 2012   | 2014   | 2017   | 2019   | 2022   | 2024   |